# شركة ذات مسؤولية محدودة (الولايات المتحدة)

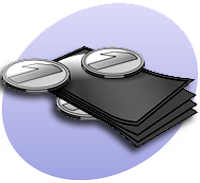

في الولايات المتحدة الشركة ذات المسؤولية المحدودة أو الشركة محدودة المسؤولية (بالإنجليزية: limited liability company)‏ (تعرف اختصارا ب LLC) هي شكل خاص للشركات ذات المسؤولية المحدودة في الولايات المتحدة. تعتبر هيكل عمل إذ يمكنها الجمع بين الضرائب المتدفقة عبر الملكية الفردية أو بالشراكة مع المسؤولية المحدودة للشركة. الشركة محدودة المسؤولية ليست شركة بموجب قانون الدولة، بل هي شكل قانوني لشركة توفر مسؤولية محدودة لأصحابها في العديد من السلطات القضائية. تُعرف الشركة محدودة المسؤولية بالمرونة التي توفرها لأصحاب الأعمال اعتمادًا على الموقف، يمكن أن تختار الشركة محدودة المسؤولية استخدام قواعد ضرائب الشركات بدلًا من معاملتها كشراكة، وفي ظل ظروف معينة، يمكن تنظيم الشركات محدودة المسؤولية بشكل غير ربحي. في بعض الولايات الأمريكية (على سبيل المثال، تكساس)، قد لا يُسمح للشركات التي تقدم خدمات احترافية تتطلب ترخيصًا مهنيًا من الدولة، مثل الخدمات القانونية أو الطبية، بتكوين شركة محدودة المسؤولية، ولكن قد يُطلب منها تشكيل كيان مماثل يسمى شركة مهنية محدودة المسؤولية (بّي إل إل سي).
الشركة محدودة المسؤولية كيان قانوني هجين له صفات معينة لكل من الشركة والملكية الفردية أو ملكية الشراكة (اعتمادًا على عدد المالكين الموجودين). الشركة محدودة المسؤولية نوع من الجمعيات غير المؤسسية المختلفة عن الشركة. السمة الأساسية التي تشاركها الشركة محدودة المسؤولية مع الشركة هي المسؤولية المحدودة، والسمة الأساسية التي تتشاركها مع شراكة ما هي وجود ضريبة الدخل العابرة.بصفتها كيانًا تجاريًا، غالبًا ما تكون الشركة محدودة المسؤولية أكثر مرونة من الشركة ويمكن أن تكون مناسبة تمامًا للشركات التي تمتلك مالكًا واحدًا. 
على الرغم من امتلاك الشركات محدودة المسؤولية والشركات على حد سواء لبعض الميزات المماثلة، فإن المصطلحات الأساسية المرتبطة بشكل شائع بكل نوع من الكيانات القانونية، على الأقل داخل الولايات المتحدة، تختلف في بعض الأحيان. عندما تُشكّل شركة محدودة المسؤولية، يُقال إنها «منظمة»، لا «مؤسَّسة» أو «مُستأجرة»، تُعرف وثيقتها التأسيسية أيضًا باسم «موادها التنظيمية»، بدلًا من «بنود التأسيس» الخاصة بها أو «ميثاق الشركة». تخضع العمليات الداخلية للشركة محدودة المسؤولية أيضًا إلى «اتفاقية العمل» بدلًا من «لوائحها الداخلية». يُعرف مالك حقوق المنفعة في الشركة محدودة المسؤولية باسم «عضو» بدلًا من «مساهم». بالإضافة إلى ذلك، تُمثّل الملكية في الشركة محدودة المسؤولية بواسطة «فوائد العضوية» أو «فوائد الشركة محدودة المسؤولية» (تُقاس أحيانًا «بوحدات العضوية» أو «وحدات» فقط وفي أحيان أخرى تُذكر كنسب مئوية فقط)، بدلًا من تمثيلها عن طريق «حصص الأسهم» أو «أسهم» فقط (مع قياس الملكية بعدد الأسهم التي يمتلكها كل مساهم). وبالمثل، عند إصدارها في شكل مادي لا إلكتروني، يُطلق على المستند الذي يثبت حقوق الملكية في شركة محدودة المسؤولية «شهادة العضوية» بدلًا من «شهادة الأسهم».
في غياب التوجيه القانوني الصريح، رأت معظم المحاكم الأمريكية أن أعضاء الشركة محدودة المسؤولية يخضعون لنفس القانون العام للنظريات المخترقة للأنا الأخرى على أنهم مساهمين في الشركة. ومع ذلك، من الصعب اختراق حجاب الشركة محدودة المسؤولية لأنه ليس لديها الكثير من الشكليات للحفاظ عليها. طالما أن الشركة محدودة المسؤولية والأعضاء لا يخلطون الأموال، فمن الصعب اختراق حجابها. تعطي مصالح العضوية أيضًا في الشركات محدودة المسؤولية ومصالح الشراكة مستوى كبيرًا من الحماية من خلال آلية أوامر الرسوم. يحدد أمر فرض الرسوم على الدائن لشريك مدين أو عضو مدين حسب حصة المدين من التوزيع، دون منح الدائن أي حقوق تصويت أو إدارة.
يمكن أن يتحمل أعضاء الشركة محدودة المسؤولية، في ظروف معينة، أيضًا مسؤولية شخصية في الحالات التي تؤدي فيها التوزيعات على الأعضاء إلى إفلاس الشركة محدودة المسؤولية.

## السلبيات
على الرغم من عدم وجود متطلبات قانونية لاتفاقية عمل في معظم الولايات القضائية، يمكن أن يواجه أعضاء الشركة محدودة المسؤولية متعددة الأعضاء والذين يعملون دون اتفاقية عمل مشاكل مختلفة. على عكس قوانين الدولة المتعلقة بشركات الأوراق المالية، التي طُوّرت بشكل جيد للغاية وتنص على مجموعة متنوعة من أحكام الحوكمة والحماية للشركة ومساهميها، فإن معظم الدول لا تملي أحكامًا تفصيلية للحوكمة والحماية لأعضاء الشركة محدودة المسؤولية. في حالة عدم وجود مثل هذه الأحكام القانونية، يجب على أعضاء الشركة محدودة المسؤولية وضع أحكام الحوكمة والحماية بموجب اتفاقية عمل أو وثيقة تحكّم مماثلة.
- يمكن أن يكون من الصعب زيادة رأس المال لشركة محدودة المسؤولية إذ قد يكون المستثمرون أكثر راحة في استثمار الأموال في نموذج لشركة أكثر وضوحًا بهدف إطلاق سوق الأوراق المالية. يمكن أن يكون أحد الحلول الممكنة تشكيل شركة جديدة والاندماج فيها، وحل شركة محدودة المسؤولية والتحويل إلى شركة.
- تفرض العديد من السلطات القضائية -بما في ذلك ألاباما وكاليفورنيا وكنتاكي ونيويورك وبنسلفانيا وتينيسي وتكساس- ضريبة امتياز أو ضريبة قيم رأسمالية على الشركات ذات المسؤولية المحدودة. في جوهرها، هذه الامتيازات أو ضريبة امتياز الأعمال هي الرسوم التي تدفعها الشركة محدودة المسؤولية لصالح المسؤولية المحدودة. يمكن أن تكون ضريبة الامتياز مبلغًا على أساس الإيرادات، أو مبلغًا على أساس الأرباح، أو مبلغًا بناءً على عدد المالكين أو مبلغ رأس المال المستخدم في الولاية، أو مزيجًا من هذه العوامل، أو ببساطة رسوم ثابتة، مثل في ولاية ديلاوير.
  - بشكل فعّال في ولاية تكساس لعام 2007، استُبدلت ضريبة الامتياز بضريبة الهامش التجاري في تكساس. يُدفع هذا على النحو التالي: الضريبة الواجب دفعها = الإيرادات مطروحًا منها بعض النفقات مع عامل التوزيع. ومع ذلك، في معظم الدول، تكون الرسوم رمزية وفقط قليل من الضريبة مقارنة بالضريبة المفروضة على الشركات.
  - في كاليفورنيا، يجب على الشركات محدودة المسؤولية والشركات والصناديق الائتمانية الأجنبية والمحلية، سواء أكانت ربحية أم غير ربحية -ما لم يكن الكيان معفى من الضرائب- أن يدفع على الأقل ضريبة دخل بحد أدنى 800 دولار سنويًا إلى مجلس ضريبة الامتياز، ولا يجوز لأي شركة محدودة المسؤولية أو شركة أو صندوق ائتماني أجنبي مزاولة الأعمال في كاليفورنيا ما لم تكن مسجلة حسب الأصول لدى وزير خارجية كاليفورنيا.
- يمكن أن تكون رسوم التجديد أعلى أيضًا. على سبيل المثال، تفرض ولاية ماريلاند رسومًا على شركة مساهمة أو غير مساهمة مبلغ 120 دولارًا للميثاق الأولي، و100 دولار للشركة محدودة المسؤولية. رسم تقديم التقرير السنوي في العام التالي هو 300 دولار للشركات المساهمة والشركات ذات المسؤولية المحدودة. لا يوجد رسم للشركات غير المالية. بالإضافة إلى ذلك، تفرض بعض الولايات، مثل نيويورك، متطلبات النشر عند تشكيل شركة محدودة المسؤولية تتطلب أن ينشر أعضاء الشركة محدودة المسؤولية إشعارًا في الصحف في المنطقة الجغرافية بأن الشركة محدودة المسؤولية سيُحدد موقعها وهو قيد الإنشاء. بالنسبة للشركات محدودة المسؤولية الموجودة في المناطق الحضرية الكبرى (مثل مدينة نيويورك)، يمكن أن تكون تكلفة النشر كبيرة.
- قد لا يُذكر الهيكل الإداري لشركة محدودة المسؤولية بشكل واضح. على عكس الشركات، لا يُشترط أن يكون لها مجلس إدارة أو ضباط. (يمكن اعتبار ذلك أيضًا ميزة للبعض).
- من المحتمل أن تعامل السلطات القضائية الضريبية خارج الولايات المتحدة الشركة محدودة المسؤولية في الولايات المتحدة بمثابة شركة، بصرف النظر عن معاملتها لأغراض تتعلق بالضرائب الأمريكية، مثلًا شركة محدودة المسؤولية في الولايات المتحدة تمارس أنشطة تجارية خارج الولايات المتحدة أو كمقيمة في ولاية قضائية أجنبية. هذا أمر محتمل جدًا إذ لا تعترف الدولة (مثل كندا) بالشركات محدودة المسؤولية كشكل معتمد من كيان الأعمال في هذا البلد.[14]
- يستخدم مديرو الشركات محدودة المسؤولية العديد من الألقاب المختلفة، على سبيل المثال، العضو والمدير والعضو المنتدب والمدير المنتدب والمسؤول التنفيذي الرئيسي والرئيس والشريك. على هذا النحو، قد يكون من الصعب تحديد من لديه بالفعل سلطة الدخول في عقد نيابة عن شركة محدودة المسؤولية.